# Principi di Novgorod
Il principe di Novgorod era il knjaz' russo cui veniva assegnata dal gran principe la città di Velikij Novgorod, con il suo territorio all'estremo nord della Rus' di Kiev.

## Descrizione generale
Il principe era una figura importante nella vita della Repubblica di Novgorod, soprattutto nei periodi di guerra.  La veče, tuttavia, riuscì a restringere sempre più il potere del principe, giungendo persino ad un sistema di "do ut des" e imponendo al principe stesso una forte tassazione.  All'incirca cento principi si susseguirono al potere: di questi, circa metà fu chiamata o ripudiata dagli abitanti di Novgorod, e almeno quattro tra loro furono costretti a siglare un contratto di ingaggio chiamato rjad (ряд) che ne definiva i diritti di fronte ai boiari della città e riconosceva de facto la parziale indipendenza della stessa.  
Gli accordi sopravvissuti allo svuotamento degli archivi arcivescovili eseguito da Ivan III di Mosca dopo la conquista di Novgorod sono tutti siglati con i principi di Tver' e, per tale motivo, non si può dire che si trattasse di una pratica comune firmare dei contratti del genere (non vi sono infatti indicazioni che i principi di Moscovia ne abbiano mai sottoscritti, sebbene è possibile che quei documenti siano stati distrutti proprio per far vedere che Novgorod non poteva richiedere a Mosca un atto scritto del genere). Le scarse fonti non permettono di andare al di là delle ipotesi.
Al tempo della Rus' tutte le lotte di potere dei Rjurikidi si svolgevano a Kiev: anche i fratelli minori o i figli del gran principe che secondo la Russkaja Pravda avevano diritto al principato su Novgorod, spesso non volevano andare nella città. Così, a Novgorod si recarono spesso membri di rami collaterali della famiglia. In principio, il sovrano ebbe due residenze: una nella "piazza del Mercato" (chiamata Palazzo di Jaroslav perché costruito da Jaroslav I di Kiev) e una, chiamata "Cittadella di Rjurik" (Rjurikovo Gorodišče), un paio chilometri al di fuori della città. La prima non fu più occupata stabilmente con la riforma del 1136, e il principe fu obbligato a risiedere nella Cittadella di Rjurik.

## Doveri politici e militari
Il principe di Novgorod aveva soprattutto due compiti:
- difendere il territorio contro i nemici (soprattutto i popoli del Nord-Europa),
- proteggere i commerci.

La sovranità non apparteneva assolutamente al principe, bensì alla veče, cui il principe era sottoposto.
La prima e la più importante funzione del principe era quella di capo dell'esercito, con ingaggio a termine. Egli sovvenzionava inoltre la costruzione di chiese, sottoscriveva codici di leggi già emanate o messe insieme negli organi cittadini, e presiedeva le assemblee giudiziarie con compiti di polizia, facendo da namestnik ossia luogotenente del principe anziano, capo del clan dal quale il principe proveniva (ad esempio il principe di Tver'). Secondo i rjad il principe non poteva estradare o perseguire un abitante della Repubblica. 
Le entrate monetarie del principe erano meticolosamente controllate, affinché egli non potesse rendersi indipendente per potersi pagare un proprio esercito personale (la družina del principe di Novgorod era estremamente limitata). Il principe non poteva convocare in modo autonomo l'esercito. Combattendo i nemici e proteggendo l'esercito, il principe si guadagnava uno stipendio dalla città. Poteva possedere soltanto quantità ridottissime di terre e di schiavi. Non poteva neanche commerciare autonomamente, ma solo tramite intermediari di Novgorod. Era sottoposto a pesanti dazi doganali, imposti dai commercianti stessi, e doveva addirittura pagare una tassa per pescare e cacciare.

## Principi leggendari di Novgorod e degli Slavi di Ilmen
- Sloven il Vecchio
- Vandalo di Novgorod
- Stolposvyat
- Vladimir l'Antico
- Bravlin
- Burivoj', padre di Gostomysl

## Cronotassi dei principi
- Gostomysl, ?-860
- Rurik, 862-879
- Oleg di Novgorod (Helgu), 879-912
- Igor di Kiev (Ingvar), 913-941
- Sviatoslav I di Kiev (Sven), 941-969
- Vladimiro il Grande (I), 969-977
- Jaropolk I di Kiev, 977-979
- Vladimiro il Grande (II), 979-988
- Viačeslav I di Kiev, 988-1010
- Jaroslav il Saggio (I), 1010–1015
- Ilja, 1015–1020
- Jaroslav il Saggio (II), 1020–1021
- Brjačislav di Polock, 1021
- Jaroslav il Saggio (terzo mandato), 1021–1036
- Vladimiro II di Novgorod, 1036–1052
- Izjaslav I di Kiev, 1052–1054
- Mstislav Iziaslavič, 1055–1067
- Vsevlav Brjačislavič, 1068–1069
- Gleb Sviatoslavič, 1069–1078
- Sviatopolk II di Kiev, 1078–1088
- Mstislav I di Kiev (I), 1088–1094
- Davide Sviatoslavič di Smolensk, 1094–1095
- Mstislav I di Kiev (II), 1095–1117
- Vsevolod di Pskov (I), 1117–1132
- Sviatopolk Mstislavič, 1132
- Vsevolod di Pskov (II), 1132–1136

## Repubblica di Novgorod (1136–1478)
- Sviatoslav Olgovich, 1136–1138
- Sviatopolk Mstislavich (secondo mandato), 1138
- Rostislav Jur'jevič, 1138–1140
- Sviatoslav Olgovich (secondo mandato), 1140–1141
- Sviatoslav Vsevolodich, 1141
- Rostislav Jur'jevič (secondo mandato), 1141–1142
- Sviatopolk Mstislavich, 1142–1148
- Jaroslav II di Kiev, 1148–1154
- Rostislav Mstislavich, 1154
- David Rostislavich di Smolensk, 1154–1155
- Mstislav Yurevich, 1155–1158
- Sviatoslav Rostislavich di Smolensk, 1158–1160
- Mstislav senza occhio, 1160–1161
- Sviatoslav Rostislavich (secondo mandato), 1161–1168
- Romano Mstislavič, 1168–1170
- Rurik Rostislavič, 1170–1171
- Jurij Andreevič, 1171–1175
- Sviatoslav Mstislavich, 1175–1176
- Mstislav il Senz'Occhio (secondo mandato), 1177
- Jaroslav Mstislavich, 1177
- Mstislav il Senz'Occhio (terzo mandato), 1177–1178
- Jaropolk Rostislavich, 1178
- Romano Rostislavič, 1178–1179
- Mstislav Rostislavič, 1179–1180
- Vladimir Sviatoslavich, 1180–1181
- Jaroslav Vladimirovich, 1182–1184
- Mstislav-Boris Davidovich, 1184–1187
- Jaroslav Vladimirovich (secondo mandato), 1187–1196
- Jaropolk Jaroslavich, 1197
- Jaroslav Vladimirovich (terzo mandato), 1197–1199
- Sviatoslav Vsevolodič, 1200–1205
- Konstantin Vsevolodich, 1205–1207
- Svjatoslav Vsevolodič (secondo mandato), 1207–1209
- Mstislav Mstislavič, 1209–1215
- Jaroslav II di Vladimir, 1215–1216
- Mstislav Mstislavič (secondo mandato), 1216–1218
- Svjatoslav Mstislavič, 1218–1219
- Vsevolod Mstislavich, 1219–1221
- Vsevolod Yurevich (Dmitry), 1221
- Jaroslav II di Vladimir (secondo mandato), 1221–1223
- Vsevolod Yurevich (secondo mandato), 1223–1224
- Michael di Cernigov, 1225
- Jaroslav II di Vladimir (terzo mandato), 1224–1228
- Fedor Jaroslavich, 1228–1229
- Aleksandr Nevskij, 1228–1229
- Michael di Cernigov (secondo mandato), 1229
- Rostislav Mikhailovich, 1229–1230
- Jaroslav II di Vladimir (quarto mandato), 1230–1236
- Aleksandr Nevskij (secondo mandato), 1236–1240
- Andrej II di Vladimir, 1240–1241
- Aleksandr Nevskij (terzo mandato), 1241–1252
- Vasilij Aleksandrovich, 1252–1255
- Jaroslav di Tver', 1255
- Vasilij Aleksandrovich (secondo mandato), 1255–1258
- Aleksandr Nevskij (quarto mandato), 1258–1260
- Dmitrij di Pereslavl, 1260–1263
- Vasilij di Kostroma, 1264–1272
- Dmitrij di Pereslavl (secondo mandato), 1272–1273
- Vasilij di Kostroma (secondo mandato), 1273–1276
- Dmitrij di Pereslavl (terzo mandato), 1276–1281
- Andrej di Gorodets, 1281–1285
- Dmitrij di Pereslavl (quarto mandato), 1285–1292
- Andrej di Gorodets (secondo mandato), 1292–1304
- Mikhail di Tver', 1308–1314
- Afanasij Danilovich, 1314–1315
- Mikhail di Tver' (secondo mandato), 1315–1316
- Afanasij Danilovich (secondo mandato), 1318–1322
- Jurij di Mosca, 1322–1325
- Alessandro I di Tver', 1325–1327
- Ivan I di Mosca (Kalita), 1328–1337
- Simeone di Mosca, 1346–1353
- Ivan II di Mosca, 1355–1359
- Dmitrij di Suzdal, 1359–1363
- Dmitrij Donskoy, 1363–1389
- Lengvenis di Lituania, 1389–1392, 1406–1411
- Vasilij I di Mosca, 1408–1425
- Vasilij II di Mosca, 1425–1462
- Jonas Vladimiraitis di Lituania, duca di Belyj (1444–1446)
- Ivan III di Mosca ("il Grande"), 1462–1478